# Rush City
Rush City – miasto w Stanach Zjednoczonych, w stanie Minnesota, w hrabstwie Chisago.